# Nahans frankolijn
Nahans frankolijn (Ptilopachus nahani) is een vogel uit de familie Odontophoridae. De wetenschappelijke naam van de soort is voor het eerst geldig gepubliceerd in 1905 door A.J.C. Dubois.

## Beschrijving
Nahans frankolijn is 23 tot 26 cm lang. Hij is van onder bijna zwart met opvallende witte stippels. Deze hoendervogel is van boven zwartbruin gevlekt. De kin is wit en het begin van de snavel, de poten en de naakte huid rond het oog zijn rood gekleurd.

## Voorkomen en leefgebied
Nahans frankolijn  komt voor in nog maar een paar gebieden in het oosten van Congo-Kinshasa en het aangrenzende gebied in Oeganda. Het is een vogel van de vochtige delen, vaak langs rivieren, van laaglandregenwoud. De vogel leeft verborgen in dichte ondergroei.

## Status
De vogel is een bedreigde diersoort omdat het leefgebied wordt versnipperd door ontbossingen. Oerwoud wordt omgezet in landbouwgebied of het bos wordt ontdaan van grote bomen ten behoeve van de productie van houtskool. Door de politieke instabiliteit binnen dit gebied zijn er grote groepen vluchtelingen die zich in het overgebleven bos vestigen. De totale populatie wordt geschat op 50-100 duizend volwassen vogels. De vogel staat als kwetsbaar op de Rode Lijst van de IUCN.